# ورشاچکی ریتووی
ورشاچکی ریتووی (به صربی: Vršački Ritovi) یک منطقهٔ مسکونی در صربستان است که در Vršac municipality واقع شده‌است. ورشاچکی ریتووی ۳۷ نفر جمعیت دارد و ۷۶ متر بالاتر از سطح دریا واقع شده‌است.